# Rampou
Rampou, le génie au poing d’acier (魔神冒険譚 ランプ・ランプ, Majin bōken tan Ranpu Ranpu) est un manga créé en 1991 par Takeshi Obata et Sendo Susumu. Classé dans la catégorie Shōnen, il a été prépublié dans le magazine Weekly Shōnen Jump, puis édité en France par Manga Player.

## Synopsis
Pour sauver Leila, la fille dont il est amoureux, de Dogramagul le seigneur du mal et maître de tous les djinns qui l'a enlevée, Rampou doit surmonter de nombreuses épreuves.